# Closterus perplexus
Closterus perplexus là một loài bọ cánh cứng trong họ Cerambycidae.